# Pseudoepigrafia
Con pseudoepigrafia (dal greco antico ψευδής, pseudès, "falso" e ἐπιγραφή, epigraphè, "iscrizione") si intende l'attribuzione di un'opera a un autore non responsabile della stesura del testo in questione.
Tale attribuzione può derivare da un errore della tradizione o da deliberata scelta di falsificazione. L'attribuzione di un'opera ad un personaggio illustre e spesso anteriore, comunque conosciuto ai più, ha lo scopo di attirare l'attenzione dei lettori e di donare al testo un'attendibilità che non avrebbe altrimenti. Nell'antichità vi sono molti esempi di scritti la cui paternità fu attribuita ad autori diversi dagli originali, come gli Inni omerici, la Biblioteca attribuita ad Apollodoro di Atene e la Lettera di Aristea.
Discorso a parte merita la questione degli studi biblici: gli studiosi protestanti definiscono pseudoepigrafi gli scritti giudaici di argomento biblico composti tra il II secolo a.C. e il II secolo d.C., che gli esegeti cattolici chiamano apocrifi, termine riservato dai protestanti esclusivamente ai libri deuterocanonici, che fanno parte del canone accettato dalla Chiesa cattolica.